# Phraatès VI
Pour les articles homonymes, voir Phraatès.
Phraatès VI  est un roi arsacide des Parthes ayant régné en 35 ap. J.-C.
Fils de Phraatès IV, il est élevé comme otage à Rome. Appelé au trône par les adversaires d'Artaban III menés par Sinacès, le chef du parti philoromain de Parthie, il tente de s'imposer. Selon Tacite, il doit abandonner le mode de vie des Romains auquel il est accoutumé depuis tant d'années et adopter les coutumes des Parthes, mais, incapable de s'adapter à l'existence traditionnelle de ses ancêtres, il tombe malade et meurt.